# الغول (شرس)

تعديل مصدري - تعديل

الغول هي إحدى قرى عزلة بيت قدم بمديرية شرس التابعة لمحافظة حجة، بلغ تعداد سكانها 78 نسمة حسب تعداد اليمن لعام 2004.